# Suldan Hassan
Suldan Hassan (1º aprile 1998) è un mezzofondista e maratoneta svedese.

## Palmarès
| Anno | Manifestazione   | Sede      | Evento         | Risultato | Prestazione | Note                                     |
| ---- | ---------------- | --------- | -------------- | --------- | ----------- | ---------------------------------------- |
| 2015 | Mondiali U18     | Cali      | 3000 m piani   | 10º       | 8'34"42     |                                          |
| 2015 | Europei di cross | Hyères    | Corsa U20      | 29º       | 18'28"      |                                          |
| 2015 | Europei di cross | Hyères    | A squadre      |           |             |                                          |
| 2016 | Mondiali U20     | Bydgoszcz | 5000 m piani   | 14º       | 14'15"22    |                                          |
| 2017 | Europei U20      | Grosseto  | 5000 m piani   | 4º        | 14'51"76    |                                          |
| 2019 | Europei indoor   | Glasgow   | 1500 m piani   | Batteria  | 8'05"08     |                                          |
| 2019 | Europei U23      | Gävle     | 5000 m piani   | 5º        | 14'19"96    |                                          |
| 2019 | Europei di cross | Lisbona   | Corsa U23      | 11º       | 24'58"      |                                          |
| 2019 | Europei di cross | Lisbona   | A squadre      |           |             |                                          |
| 2024 | Europei          | Roma      | Mezza maratona | 13º       | 1h02'09"    | Miglior prestazione personale stagionale |
| 2024 | Giochi olimpici  | Parigi    | Maratona       | 28º       | 2h11'21"    |                                          |

## Campionati nazionali
2015
- Oro ai campionati svedesi under-18, 3000 m piani - 8'40"55
- Oro ai campionati svedesi under-18, 1500 m piani - 3'58"19

2016
- 4º ai campionati svedesi, 5000 m piani - 14'32"58
- Argento ai campionati svedesi under-20, 1500 m piani - 4'07"42

2017
- 5º ai campionati svedesi, 5000 m piani - 14'27"20
- Oro ai campionati svedesi under-20, 1500 m piani - 3'56"11

2018
- Argento ai campionati svedesi, 5000 m piani - 14'46"73

2019
- Oro ai campionati svedesi, 5000 m piani - 14'02"45
- Argento ai campionati svedesi indoor, 3000 m piani - 8'04"09

2020
- Oro ai campionati svedesi, 5000 m piani - 13'57"27

2021
- Argento ai campionati svedesi, 5000 m piani - 14'02"64
- Argento ai campionati svedesi indoor, 3000 m piani - 8'04"81
- 5º ai campionati svedesi di corsa campestre, cross corto - 10'14"

2023
- Argento ai campionati svedesi di 10 km su strada - 29'10"

## Altre competizioni internazionali
2019
- 5º nella Super League degli Europei a squadre ( Bydgoszcz), 5000 m piani - 14'04"04
- 9º ai Bislett Games ( Oslo), 1500 m piani - 3'47"21

2020
- 9º all'Herculis ( Monaco), 5000 m piani - 13'31"62

2022
- 15º alla Valencia 10K Ibercaja ( Valencia) - 28'20"

2024
- 9º alla Maratona di Siviglia ( Siviglia) - 2h07'36"

2025
- 8º alla Maratona di Tokyo ( Tokyo) - 2h05'57"